# アニー2
『アニー2』（Annie: A Royal Adventure!）は、1995年のアメリカ合衆国のミュージカルテレビ映画。アシュレー・ジョンソン、ジョーン・コリンズ、ジョージ・ハーン、イアン・マクダーミド、エミリー・アン・ロイド、カミーラ・ベル出演。1982年に公開された『アニー』の続編であるが、キャストは一新されている。

## ストーリー
大富豪のオリヴァー・”ダディ”・ウォーバックスに養子として迎えられたアニーは、性悪なハニガン先生と共に孤児院で暮らしているまだ引き取り先が決まっていないモリーを、養子として引き取られる可能性が低くなる9歳になるまでに友人のハーナと一緒に引き取り先を探してあげようとする。そんなアニーを追跡していたルパート・ホグボトムとその仲間のミーン・マーフィ・ナックルズは、ルパートの母親であるエドウィナの命を受けてウォーバックス邸に篭っている発明家のイーライ・イオン教授が発明した「イオナイト」を狙い、教授を捕らえてイオナイトの秘密を暴こうとする。アニーとハーナは占い師に手相を調べてもらうと、なにか悪いことが起こると予言される。そのことをウォーバックスに伝え、彼が予定しているロンドンへナイトの称号を受けに行くことを中止するように言うアニーだったが聞き入れられず、アニーとハーナも船旅に同行することになる。2人はモリーも連れて行こうとするがハニガン先生から拒まれ、内緒で旅行かばんに彼女を入れて密航させることにする。
乗船したアニーとハーナは、ばれないようにモリーの夕食を用意しようとするが上手くいかない。船にはエドウィナも乗っており、頻繁にウォーバックスへ接触を図ってくる。そんななか船で隠密行動を取っていたルパートとマーフィは、教授の部屋に押し入り彼をさらおうとする。だが不審に思ったアニーたちによって妨害され、ルパートは自分たちが海に飛び込んで死亡したと見せかける。その際にモリーが密航していることをウォーバックスに知られてしまい、ロンドンに着いたらアメリカに送り帰すと言われるが、ロンドンに到着するとウォーバックスから今回だけは許すと話される。ホテルでエドウィナから指示されたルパートとマーフィは牛乳に睡眠薬を仕込みアニーたちを眠らせようとするが、感づいたウォーバックスやボディーガードのパンジャブ、遊びに行こうと急いでいたアニーとハーナは牛乳を飲まず眠らなかった。部屋に忍び込んだルパートとマーフィを捕まえたパンジャブは、ウォーバックスに2人を突き出すが隙を突かれて逃げられてしまう。公園に来たアニーたちは牛乳を飲んで眠ってしまったモリーを気遣っていると、そこにクリケットをしに来たマイケル・ウェブに会い心配してくれた彼の家に連れて行ってもらう。

## キャスト
| 役名                                 | 俳優                         | 日本語吹替 |
| ------------------------------------ | ---------------------------- | ---------- |
| アニー                               | アシュレー・ジョンソン       | 林原めぐみ |
| エドウィナ・ホグボトム夫人           | ジョーン・コリンズ           | 一城みゆ希 |
| オリヴァー・”ダディ”・ウォーバックス | ジョージ・ハーン             | 瑳川哲朗   |
| イーライ・イオン教授                 | イアン・マクダーミド         | 山野史人   |
| ハーナ                               | エミリー・アン・ロイド       | 川田妙子   |
| モリー                               | カミーラ・ベル               | 大谷育江   |
| ルパート・ホグボトム                 | クリスピン・ボナム＝カーター | 江原正士   |
| ミーン・マーフィ・ナックルズ         | ペリー・ベンソン             | 塩屋浩三   |
| マイケル・ウェブ                     | ジョージ・ウッド             | 瀧本富士子 |
| パンジャブ                           | アントニー・ザキ             | 山賀教弘   |
| アスプ                               | デヴィッド・ツェー           | 筒井巧     |
| チャリティ                           | ジェイン・アシュボーン       | 佐藤ユリ   |
| ハニガン                             | キャロル・クリーヴランド     | 種田文子   |
| デヴィッド・ウェブ                   | イアン・レッドフォード       | 清川元夢   |
| ウェブ夫人                           | バフィ・デイヴィス           | 火野カチコ |
| デウォード                           | ティモシー・ベイトソン       | 小関一     |
| 犬のサンディ                         | ジェシー                     | N/A        |
| ファウラー先生                       | アン・モリッシュ             | 定岡小百合 |
| トーマス船長                         | ロジャー・ビズリー           | 小山武宏   |
| 国王陛下                             | ティム・シーリー             |            |
| チェンバレン卿                       | マーティン・マシューズ       | 仲野裕     |
| コリン・ノリス                       | サム・ストックマン           | 津村まこと |
| 船のボーイ                           | デヴィッド・プレン           | 松本大     |

## スタッフ
- 監督：イアン・トイントン（英語版）
- 脚本：トリッシュ・スーディク
- 原作：トーマス・ミーハン（英語版）
- 製作総指揮：ウェンディ・ダイトマン
- 撮影監督：アラン・ヒューム,B.S.C.
- プロダクションデザイナー：ロビン・タースネイン
- 編集：ジェームズ・ギャロウェイ（英語版）,A.C.E.
- 衣裳デザイン：クリスティン・ローリンズ
- 音楽：デヴィッド・マイケル・フランク（英語版）
- 吹替翻訳：中村久世
- 吹替演出：向山宏志
- 吹替調整：飯塚秀保
- 吹替製作：グロービジョン